# Torben Braga
Torben Braga (* 27. August 1991 in Niterói, Brasilien) ist ein deutscher Politiker (AfD). Er ist Beisitzer des rechtsextremen Landesverbandes der AfD Thüringen. Seit 2025 ist er Mitglied des Deutschen Bundestages. Zuvor war er von 2019 bis 2025 Mitglied des Thüringer Landtags.

## Leben
Nach dem Abitur an der Deutschen Schule Rio de Janeiro im Jahr 2009 studierte Braga von 2010 bis 2018 Politikwissenschaft und Öffentliches Recht an der Friedrich-Schiller-Universität Jena und an der Philipps-Universität Marburg. Das Studium schloss er mit dem Master of Arts ab. Während seines Studiums wurde er Mitglied der Jenaischen Burschenschaft Germania sowie der Marburger Burschenschaft Germania. Im Jahr 2015 war Braga Sprecher der Deutschen Burschenschaft.
Braga lebt im thüringischen Ronneburg.

## Politik
Von 2012 bis 2015 war Torben Braga Mitglied der FDP, Ende 2015 trat er in die AfD ein. Seit 2016 ist er Beisitzer im Landesvorstand der AfD Thüringen und u. a. deren Pressesprecher.
Bei der Landtagswahl in Thüringen 2019 zog er auf Platz 6 der Landesliste seiner Partei in den Thüringer Landtag ein, zudem war er Direktkandidat im Wahlkreis Weimarer Land I – Saalfeld-Rudolstadt III. Laut Medienberichten spielte Braga eine wichtige Rolle bei der Wahl Thomas Kemmerichs (FDP) zum Thüringer Ministerpräsidenten mit Stimmen von AfD, CDU und FDP, die im Februar 2020 eine Regierungskrise in Thüringen auslöste. Von 2020 bis 2025 war er der Parlamentarische Geschäftsführer der AfD-Fraktion im Thüringer Landtag. 
Im November 2020 wurde Braga zum stellvertretenden Vorsitzenden des Thüringer Landesverbandes gewählt. Am 8. Mai 2021 wurde er für die Bundestagswahl 2021 von der AfD Thüringen auf Listenplatz 4 gewählt, zudem trat er als Direktkandidat für die AfD im Bundestagswahlkreis Jena – Sömmerda – Weimarer Land I an. Braga verfehlte knapp die Mehrheit der Erststimmen im Wahlkreis und zog auch nicht über die Landesliste in den Bundestag ein, blieb somit Landtagsabgeordneter.
Braga ist Mitglied des Kuratoriums der Thüringer Landeszentrale für politische Bildung sowie stellvertretendes Mitglied im Staatsanwaltswahlausschuss und im Richterwahlausschuss des Thüringer Landtages.
Bei der Landtagswahl in Thüringen 2024 gewann er mit 42,8 % das Direktmandat im Wahlkreis Altenburger Land II.
Bei der Bundestagswahl 2025 kandidierte Braga auf Platz 3 der AfD-Landesliste und zog als einziger Kandidat (alle anderen gewählten Thüringer AfD-MdBs gewannen ein Direktmandat) über diese Liste in den Bundestag ein. Mit der Konstituierung des Bundestages gab er sein Landtagsmandat auf. Für ihn rückte Elisabeth Mengel-Stähle in den Landtag nach.

## Kontroversen
Bei der konstituierenden Sitzung des Deutschen Bundestages am 25. März 2025 trug Braga eine blaue Blume am Revers seines Anzugs. Jens-Christian Wagner, KZ-Gedenkstättenleiter und Historiker, identifizierte die Blume als Kornblume und erkannte „darin eine bewusste positive Bezugnahme auf den Nationalsozialismus“. Die Kornblume war das Symbol der antisemitischen Schönerer-Bewegung und das Erkennungszeichen der in den 1930er Jahren in Österreich zeitweilig verbotenen NSDAP. Braga bestritt nach Darstellung der Taz, dass es sich bei der Blume an seinem Revers um eine Kornblume gehandelt habe. Später griff er auf dem sozialen Medium X den Gedenkstättenleiter Wagner an und bezeichnete dessen Kritik als „Psychose eines Wahnsinnigen“.